# Tahsil d'Aligarh
El tahsil d'Aligarh fou una antiga subdivisió administrativa del districte de Farrukhabad, Uttar Pradesh, Índia, que va existir quan el districte estava sota domini britànic. Estava format per les parganes de Amritpur, Paramnagar i Khakhatmau. El tahsil avui dia s'anomena Amritpur.
Superfície 484 km² i població 76.0855 habitants (el 1881).